# Adriano de Paiva
Pour les articles homonymes, voir Paiva (homonymie).
Adriano de Paiva (1847-1907) est un pionnier portugais de la recherche sur la télévision.

## Biographie
Professeur de physique à l'Université de Porto, Il est parmi les premiers à avoir imaginé la télévision et a travaillé notamment sur les propriétés de photoconductivité du sélénium comme un moyen de transmettre des images, et des premiers récepteurs « télectroscope ». 
Sa brochure La téléscopie électrique basée sur l'emploi du sélénium (Porto, 1880) est la première publication de l'histoire de la télévision.  
Il est en concurrence au même moment avec d'autres inventeurs tel que George R. Carey, Constantin Senlecq ou Jan Szczepanik. La brochure qu'il publie en 1880, La téléscopie électrique basée sur l'emploi du sélénium vise avant tout à établir sa primauté dans la formulation de l'idée.